# Decamorium decem
Decamorium decem är en myrart som först beskrevs av Auguste-Henri Forel 1913.  Decamorium decem ingår i släktet Decamorium och familjen myror. Inga underarter finns listade i Catalogue of Life.

## Bildgalleri

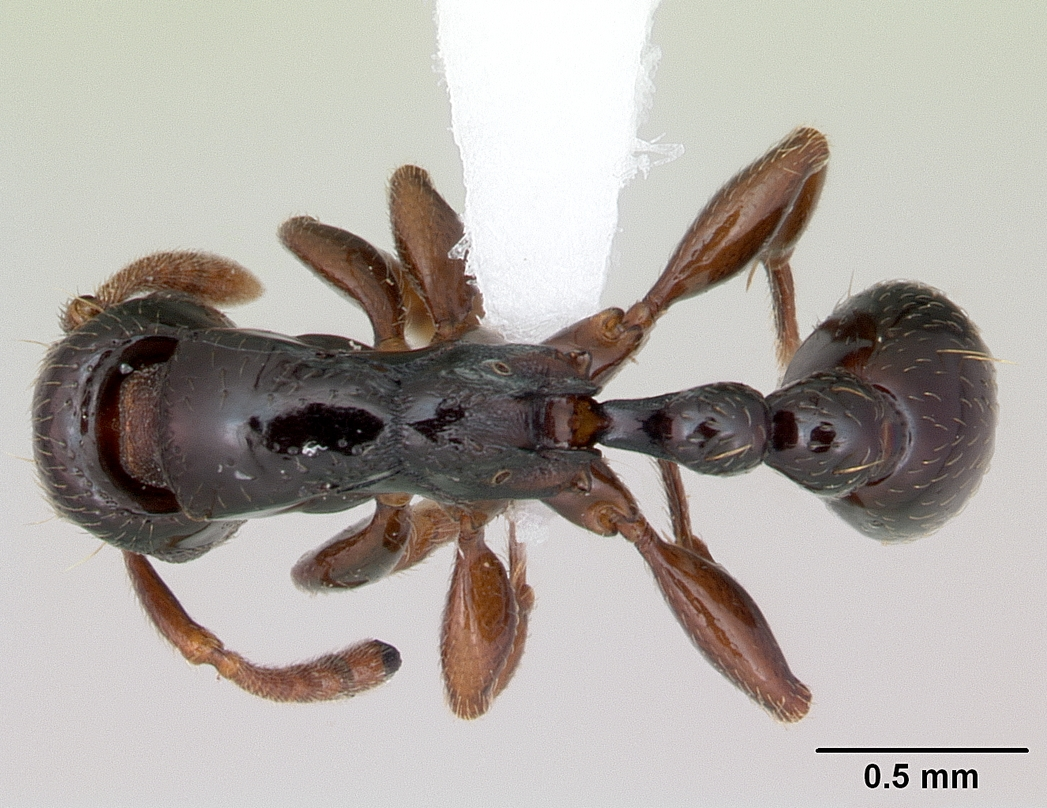
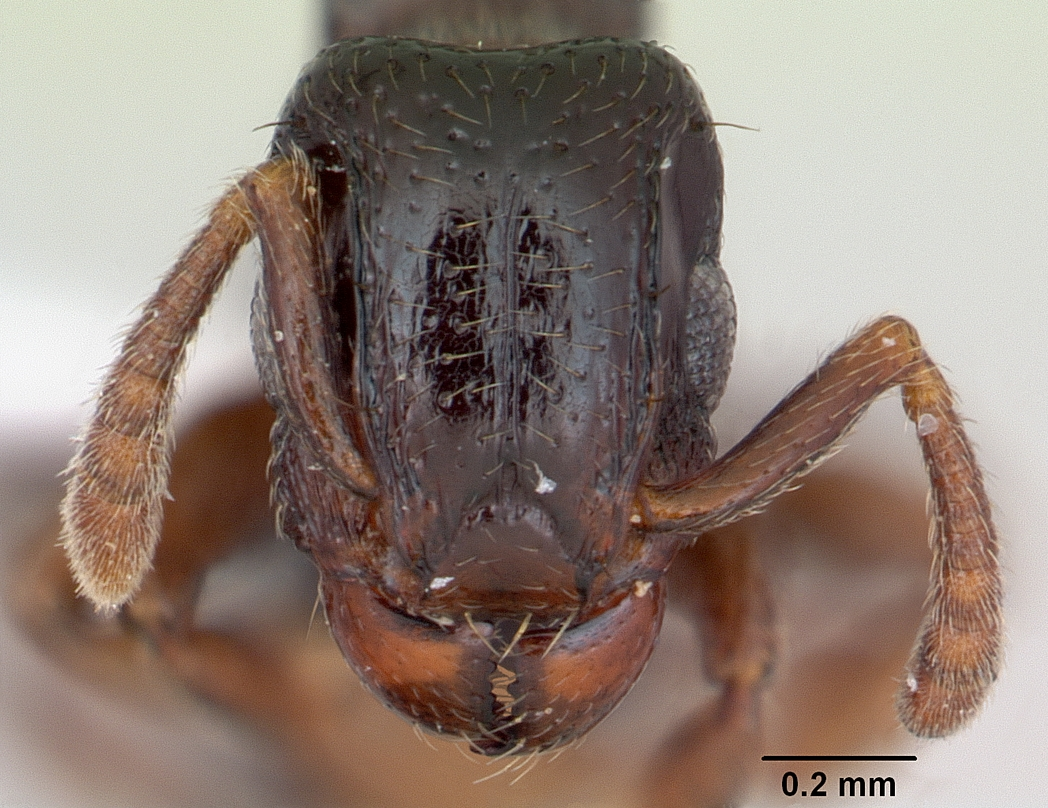
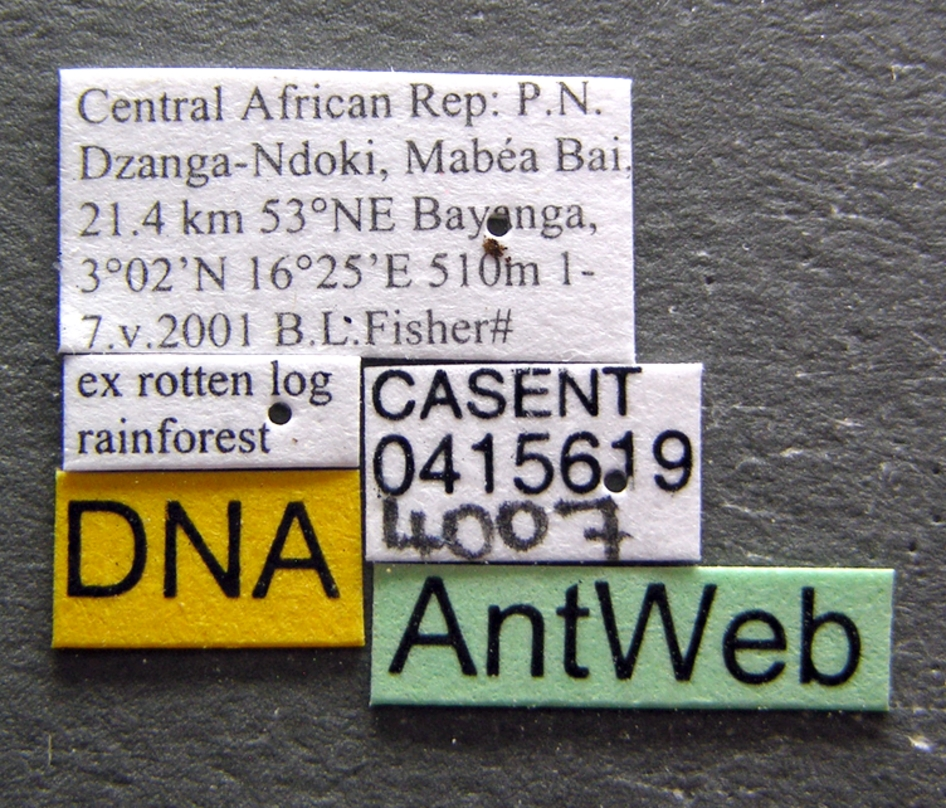
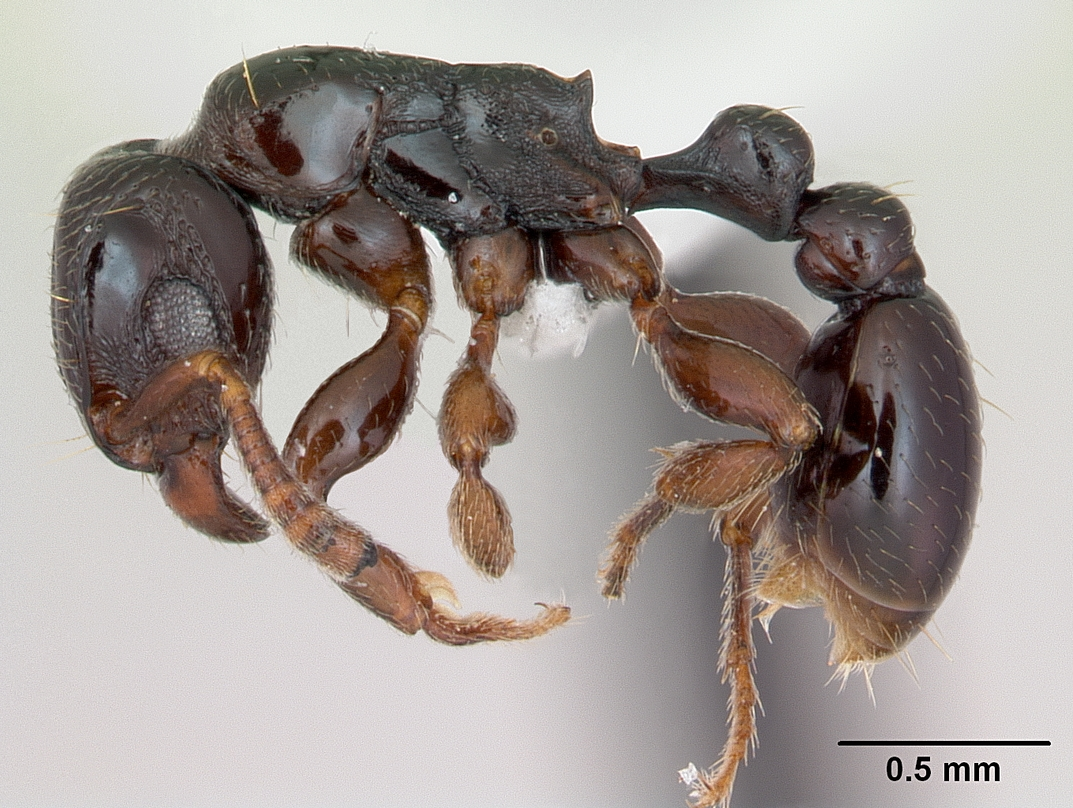